# Professor Dr. J. Sebrechtsstraat

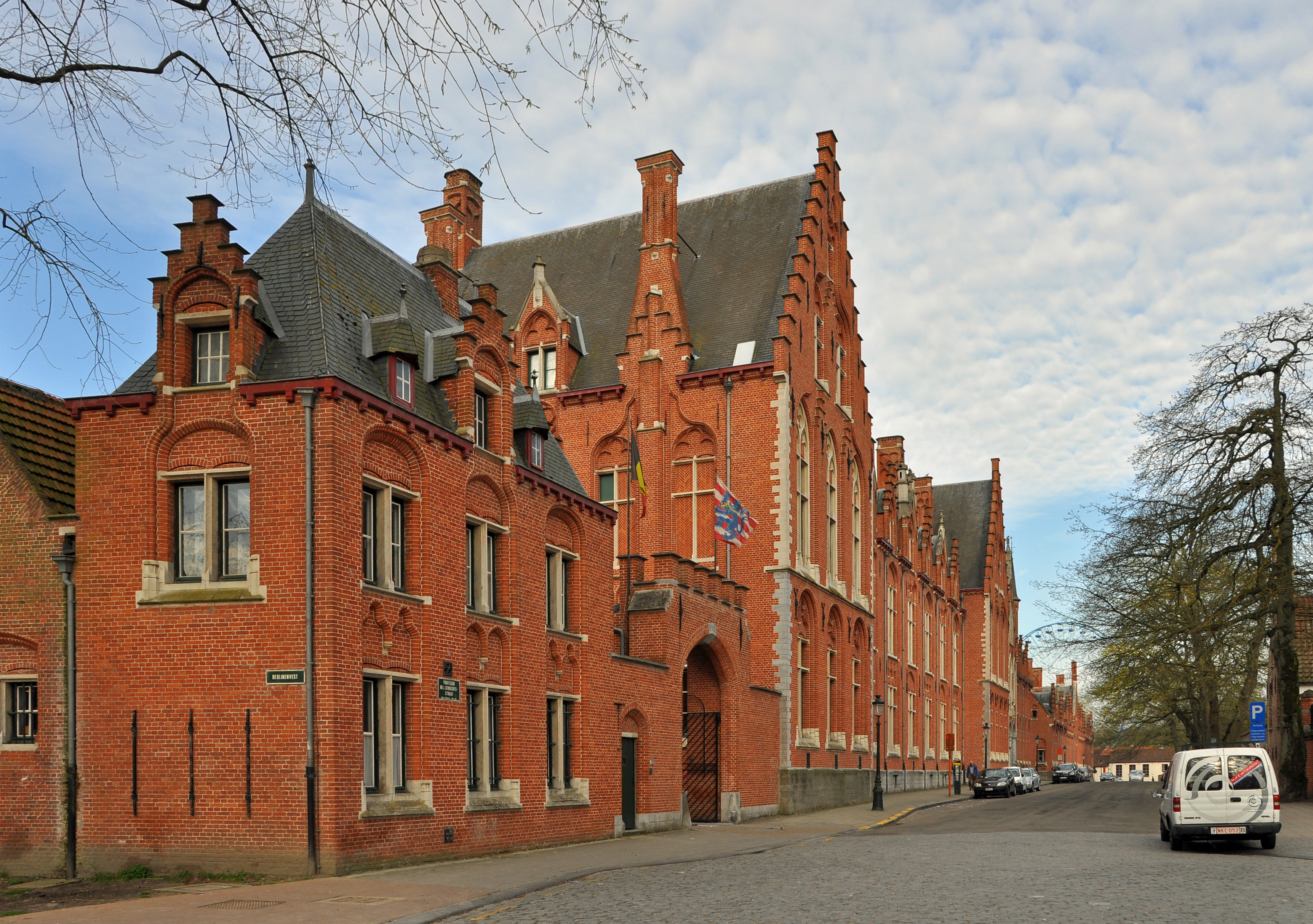
De Professor Dr. J. Sebrechtsstraat en de Minnewaterkliniek, gezien van uit de Begijnenvest bij het Minnewater

De Professor Dr. J. Sebrechtsstraat is een straat in Brugge

## Beschrijving
De Zusters van Liefde van Jezus en Maria kwamen zich in 1820 in Brugge vestigen. Eerst in een herenhuis in de Oude Burg, vervolgens in het voormalig klooster van de Kartuizerinnen in de Kartuizerinnenstraat. Ze openden er een kliniek voor ongeneeslijke vrouwelijk patiënten.
In 1881 beslisten de Burgerlijke Godshuizen een groot ziekenhuis voor ongeneeslijke zieken te bouwen en het toe te vertrouwen aan de Zusters van Liefde. Het werd gebouwd ten zuiden van het Begijnhof en tegenaan de Begijnenvest.
Stadsarchitect Louis De la Censerie ontwierp het gebouw in 1882 en het was klaar in 1892. De nieuw aangelegde straat die er voor liep werd 'Gasthuisstraat' genoemd. 
In 1930 verlieten de zusters Brugge en het ziekenhuis werd integrerend deel van het Sint-Janshospitaal, met de aldaar gevestigde hospitaalzusters als verpleegsters. Het operatiekwartier dat er werd gebouwd, werd vele jaren de plek waar de chirurg Joseph Sebrechts (1885-1948) heelkundige ingrepen deed en zichzelf en het ziekenhuis een aanzienlijke en vleiende reputatie bezorgde.
Twee dagen na zijn dood besliste het schepencollege van Brugge de naam 'Gasthuisstraat' te veranderen in 'Professor Dr. J. Sebrechtsstraat'.
De straat loopt van de Begijnenvest naar de Oostmeers.
Er bestaat in Brugge ook een Professor Dr. J. Sebrechtspark, maar dat ligt een eind verder naar het noorden in het Ezelstraatkwartier.